# Criotocatantops
Criotocatantops is een geslacht van rechtvleugeligen uit de familie veldsprinkhanen (Acrididae). De wetenschappelijke naam van dit geslacht is voor het eerst geldig gepubliceerd in 1984 door Jago.

## Soorten
Het geslacht Criotocatantops omvat de volgende soorten:
- Criotocatantops annulatus Uvarov, 1926
- Criotocatantops clathratus Ramme, 1929
- Criotocatantops irritans Ramme, 1929
- Criotocatantops pulchripes Karny, 1917